# 沙流岳
沙流岳（さるだけ）は、北海道の沙流郡日高町にある標高1,421.8mの山である。山頂には三等三角点「沙流岳」が設置されている。

## 概要
日高山脈を構成する北日高の山で、主稜線から南西側に日勝ピークを経て連なる。日高山脈の山では珍しく登山道が整備されている。
山名の「沙流」は沙流川を指し、アイヌ語の「sar（葭原）」もしくは「サル・ウン・クル（葦原・住む・人々）」が由来とされる。

## 登山
周囲を沙流岳越林道が通じており、日勝ピークとの最低鞍部の登山口から20分ほどで山頂へ行くことができる。しかし沙流岳越林道は2016年に発生した台風により橋が決壊したため2025年現在は通行止めとなっており登山口へ行くことができなくなったため現在は残雪期に登られる。主な登頂ルートは、日勝トンネルの日高町側の入口の駐車場から尾根を登り日勝ピークを経由して沙流岳まで支稜線を歩いて頂上に着く。